# Gerhart Harrer
Gerhart Harrer (* 28. Jänner 1917 in Innsbruck; † 24. Dezember 2011 in Salzburg) war ein österreichischer Psychiater und Primarius der Neurologischen Abteilung des Landeskrankenhauses Salzburg bzw. der heutigen Christian-Doppler-Klinik sowie Universitätsprofessor für Forensische Psychiatrie an der Juridischen Fakultät der Universität Salzburg.

## Leben
Harrer wurde als Sohn eines Ministerialrates in Innsbruck geboren. Er besuchte in Wien das humanistische Gymnasium und maturierte 1935. Danach studierte er an der Universität Wien Medizin. Im März 1940 schloss er sein Medizinstudium ab und promovierte zum Doktor der gesamten Heilkunde. Seine Berufstätigkeit begann Harrer als Assistent am Hygienischen Institut bzw. an der Psychiatrischen Universitätsklinik Wien. Im Juli 1940 wurde er zur Luftwaffen-Sanitäts-Ersatzabteilung in Baden bei Wien eingezogen. Er arbeitete u. a. als Assistenzarzt in den neurologisch-neurochirurgischen Sonderlazaretten der Professoren Alfred von Auersberg und Wilhelm Tönnis.

## Betätigung vor und in der Zeit des Nationalsozialismus
Bereits in der Gymnasialzeit engagierte sich Harrer ab 1932 im NS-Schülerbund. Mit Studienbeginn trat er 1935/36 dem NSD-Studentenbund bei. Im Februar 1938 wurde er Mitglied der SS (SS-Nummer 303.067). Er war Mitglied der SS-Standarte 89, deren Mitglieder zuvor beim Juliputsch im Jahr 1934 in Wien das Bundeskanzleramt besetzt und den österreichischen Bundeskanzler Engelbert Dollfuß ermordet hatten.
Im Juli 1940 trat er der NSDAP bei (Mitgliedsnummer 8.121.857). Er war Mitglied der SS-Studiengemeinschaft an der Universität Wien, die sich u. a. mit der von den NS-Ideologen besonders geförderten Erbbiologie und Rassenhygiene befasste.

## Nachkriegskarriere
Nach 1945 gelang es Harrer, sich im Zuge der Entnazifizierung als minderbelastet darzustellen. Durch Vermittlung des Salzburger SPÖ-Politikers Josef Weisskind trat er in den Bund Sozialistischer Akademiker ein. Im Archiv des BSA-Wien findet sich die Kopie eines Duplikats der Mitgliederkarte von Harrer, die am 27. September 1955 ausgestellt wurde und aus der hervorgeht, dass er dem BSA-Ärztefachverband angehörte und Gastmitglied beim Fachverband der Wiener BSA-Hochschullehrer war.
1947 arbeitete Harrer an der Psychiatrischen Klinik der Universität Innsbruck. 1951 wurde er an der Universität Innsbruck für Neurologie und Psychiatrie habilitiert. Im gleichen Jahr wurde Harrer Primarius der Neurologischen Abteilung des Landeskrankenhauses Salzburg. Nach seiner Ernennung zum außerordentlichen Universitätsprofessor 1960 wurde er ärztlicher Leiter der Salzburger Landesnervenklinik, eine Position, die er bis 1984 innehatte.
Öffentliches Aufsehen in den 1960er Jahren erregte Harrer im Zuge seiner Bewerbung um die Nachfolge des Lehrstuhls von Hans Bertha an der Grazer Psychiatrischen Universitätsklinik. Die beiden Universitätsdozenten Gerald Grinschgl, Leiter des Labors für Neurovirusinfektionen der Grazer Klinik, und Otto Eichhorn, Leiter des Labors für Radioisotope, hatten sich kritisch mit der Person Harrers auseinandergesetzt. Dies führte zur Ankündigung Harrers, er würde diese beiden Universitätsdozenten entlassen; zudem strengte Harrer einen Ehrenbeleidigungsprozess an, den er aber verlor. Zu seinen Gunsten hatten der Grazer Neurochirurg Friedrich Heppner und der Bad Ischler Neurologe Kurt Eckel ausgesagt. Zwar kam Harrer bei der Besetzung des Lehrstuhls in Graz nicht zum Zuge, er erhielt aber 1971 eine ordentliche Professur für Forensische Psychiatrie an der Juridischen Fakultät der Universität Salzburg.
Bekannt sind die engen Kontakte, die Harrer zu dem Euthanasiearzt Heinrich Gross, dem rechtsextremen FPÖ-Politiker Otto Scrinzi oder dem vormaligen NS-Staatsanwalt Friedrich Nowakowski unterhielt. Gerhart Harrer war in der Sachverständigenliste beim Landesgericht Salzburg für das Fachgebiet Neurologie und Psychiatrie eingetragen und wurde vom Bezirksgericht Salzburg laufend in Unterbringungssachen als Gutachter herangezogen. In früheren Jahren wurde er auch vom Landesgericht Salzburg und auch vom Landesgericht Wels als Sachverständiger beigezogen. Als sehr problematisch wurde die Tatsache gewertet, dass Harrer als Gutachter in sogenannten Opferfürsorgefällen nach dem Opferfürsorgegesetz herangezogen wurde: „Es ist aus heutiger Sicht mehr als zynisch, dass es nun dem Ermessen und der Sichtweise eines ehemaligen SS-Arztes und Rassenhygienikers oblag, bei einem NS-Opfer verfolgungsbedingte Gesundheitsschäden festzustellen“. Hingegen hat Harrer viel Verständnis bei der Begutachtung des SA-Mitgliedes und Arztes Hans Czermak gezeigt, der 1949 wegen seiner Beteiligung an „Euthanasie“-Fällen in der Heil- und Pflegeanstalt Hall sowie des Hochverrats angeklagt war; diesem attestierte er eine „allgemeine Hirnleistungsschwäche“. Allerdings bewahrte dies Czermak nicht vor einer Verurteilung; von den acht Jahren musste er aber nur gut ein Jahr im Gefängnis verbringen.
Zu einem weiteren öffentlichen Eklat kam es, als 2007 für Gerhart Harrer anlässlich seines 90. Geburtstages eine Eiche gewidmet und eine Ehrentafel auf dem Gelände der Christian-Doppler-Klinik enthüllt wurde.
1969 gründeten Gerhart Harrer, Walther C. M. Simon und Wilhelm Revers im Rahmen der Herbert-von-Karajan-Stiftung – Herbert von Karajan selbst war als ehemaliges NSDAP-Mitglied einschlägig vorbelastet – das Forschungsinstitut für experimentelle Musikpsychologie am Psychologischen Institut der Universität Salzburg.
1975 gründete Gerhart Harrer die Zeitschrift FORENSIA – Interdisziplinäre Zeitschrift für Recht, Neurologie, Psychiatrie und Psychologie. Gemeinsame Herausgeber seit der Gründung waren Heinrich Gross, Wilhelm Revers und Udo Jesionek.
Harrer gehörte dem Salzburger Landessanitätsrat an und hatte dort seit 1952 die Funktion des ersten Sekretärs inne. Ab 1967 war er Präsident der Van-Swieten-Gesellschaft. Ebenso war Harrer Mitglied der Internationalen Paracelsus-Gesellschaft, ab 1974 Präsidenten-Stellvertreter, von 1994 bis 1998 Präsident und seit 2004 Ehrenpräsident. Die Tagung der Internationalen Paracelsus-Gesellschaft stand 2006 unter dem Motto „Paracelsus und das Reich“.

## Ausgewählte Schriften
- Rolf Frowein und Gerhart Harrer: Vegetativ-endokrine Diagnostik (Testmethoden). Urban & Schwarzenberg, München [u. a.]: 1957.
- Forensisch-psychiatrische Aspekte der Zurechnungsfähigkeit. Vorträge bei der wissenschaftlichen Tagung der Österreichischen Nervenärzte und Psychiater und der Vereinigung der Österreichischen Richter am 26. November 1976 in Salzburg. Facultas-Verlag, Wien: 1978.
- Gerhart Harrer: Grundlagen der Musiktherapie und Musikpsychologie. Fischer, Stuttgart: 1982.
- Gerhart Harrer: Schlaf und Pharmakon. Symposion 1978. Abtei Ettal/Hotel Eibsee, Oberbayern 2. u. 3. Okt. 1978., Ed. "Roche", Basel: 1979.
- Paracelsus. Salzburger Vorträge 1997. Österreichischer Kunst- und Kulturverlag, Wien: 1998.
- Musik und Vegetativum. Eine Studie aus dem Forschungsinstitut für experimentelle Musikpsychologie der Herbert-von-Karajan-Stiftung an der Universität Salzburg. Ciba-Geigy, Basel: 1973.
- Gerhart Harrer: Das hirnorganische Psychosyndrom. Schwerpunkt Nootropika. Arcis-Verlag, München: 1989.
- Gerhart Harrer: Die Entmündigung. 1978.
- Gerhart Harrer: Therapie mit Jatrosom. Symposion in Salzburg am 21. März 1969. Thieme, Stuttgart: 1970.
- Gerhart Harrer (gem. hrsg. mit Heinrich Gross, Wilhelm Revers und Udo Jesionek): FORENSIA – Interdisziplinäre Zeitschrift für Psychiatrie, Psychologie, Kriminologie und Recht. Springer, Berlin.

## Ehrungen
- Präsident der Van-Swieten-Gesellschaft ab 1967
- Präsident der Internationalen Paracelsus-Gesellschaft (1994–1998)
- Ehrenpräsident der Internationalen Paracelsus-Gesellschaft (seit 2004)